# アイワ電設開発
アイワ電設開発株式会社（アイワでんせつかいはつ）は、主に鉄道関連の電気工事会社である。

## 沿革
- 1948年（昭和23年）6月1日 - 創業[4]。
- 1949年（昭和24年）5月 - 資本金100万円で、株式会社双和電気商会設立[4]。
- 1955年（昭和30年）10月 - 静岡営業所開設[4]。
- 1957年（昭和32年）2月 - 双和電気工業株式会社に商号変更[4]。
- 1958年（昭和33年）5月 - 名古屋製作所開設[4]。
- 1961年（昭和36年）7月 - 大垣営業所開設[4]。
- 1975年（昭和50年）5月 - アイワ電設開発株式会社に合併商号変更[4]。資本金を3,100万円に増資[4]。
- 2003年（平成15年）8月 - 公式サイトオープン。
- 2003年（平成15年）12月 - 資本金を9,500万円に増資[4]。

## 事業所
- 本社
- 名古屋製作所（愛知県春日井市）
- 大垣営業所（岐阜県大垣市）
- 静岡営業所（静岡県静岡市）